# Ельза Бенітез
Ельза Бенітез (Elsa Benítez, Hermosillo, Sonora, 8 грудня 1977) — мексиканська супермодель та ведуча.

## Життєпис
Бенітез брала уроки акторської майстерності та планувала зайнятися кіноіндустрією, працювати над театральними постановками іспанською та англійською мовами.
У шлюбі з ліванським баскетболістом Роні Сейкалі народила доньку Мілу, після кількох років розлучилася. Пізніше кілька місяців зустрічалася з мексиканським бізнесменом Роберто Слімом.
Брала участь у судовому процесі проти агентства Splash і порталу Egotastic за публікацію оголених фотографій, зроблених у її саду.

## Кар'єра
З дитинства Лінда Євангеліста була для неї прикладом для наслідування.
У 15 років підписала контракт з агентством Sonoran Top Models. 
У 16 років перемогла в конкурсі «Модель року», організованому Televisa, і переїхала до Мехіко. Працювала для місцевих фірм, а пізніше в Сполучених Штатах, де вона отримала більше визнання, що і сприяло її переїзду до Європи. 
У 1996 році з'являлася на обкладинці Vogue Italia протягом трьох місяців поспіль. Через два роки вчетверте з'явилася в червневому випуску, завжди працюючи з фотографом Стівеном Мейзелом.
Шість разів з'являлася в американському журналі Marie Claire. Після підписання контракту з агентством Elite з'являється на обкладинках таких журналів, як Vogue, ELLE Сполучені Штати, Мексика, Німеччина, Австралія, Glamour, Mademoiselle, Cosmopolitan, GQ, Harper's Bazaar і Marie Claire.
Після появи на обкладинці Vogue у кількох країнах, таких як Мексика, Греція, Німеччина, Сполучені Штати, Великобританія, Південна Корея та Австралія, і в Marie Claire Бенітез отримала пропозицію від американського журналу Sports Illustrated.
За свою кар'єру Ельза Бенітез з'явилася на 33 обкладинках найвідоміших журналів світу у виданнях кількох країн.
Прибувши до Європи, зокрема до Франції та Італії, бере участь у показах мод, представляючи колекції найвідоміших дизайнерів. Вона починала з подіумів прет-а-порте, ставши музою італійського дому Dolce & Gabbana, для якого знімалася в модних показах і рекламних кампаніях.
Також виступала на подіумах та/або кампаніях Chanel, Valentino, Christian Lacroix, Versace, Fendi, Christian Dior, Pierre Balmain, Karl Lagerfeld, John Galliano, Gianfranco Ferré, MaxMara, Salvatore Ferragamo, Chloé, Escada, Emanuel Ungaro, Massimo Dutti і в Сполучених Штатах для Кароліни Еррери та Оскара де ла Ренти, Анни Суї та Дівчини з обкладинки.
Ельза Бенітез, мабуть, єдина латиноамериканська модель, яка виступала в haute couture. Під час перебування в Парижі вона дефілювала для найважливіших будинків високої моди: Chanel, Christian Dior, Christian Lacroix, Pierre Balmain, Emanuel Ungaro і Versace.
Також працювала для будинків мод: Macy's, Episode, INC, J. Crew, Rena Lange, Nine West і Jones New York.
Була моделлю Victoria's Secret, однією з "ангелів" бренду, з'являючись на презентаціях під час кількох колекцій.
Ельза Бенітез з'явилася в календарі Pirelli 1999 року, знята як представниця «груві» 1970-х. 
У 2002 році вона знялася у відео «Love to see you cry» Енріке Іглесіаса.
З 2009 по 2012 рік була ведучою програми Mexico's Next Top Model на Canal Sony Latin America.